# Paradox Interactive
A Paradox Interactive egy svéd videójáték-fejlesztő cég, amely történelmi témájú stratégiai videójátékaival vált ismertté. Több díjnyertes sorozat, így az Europa Universalis, a Hearts of Iron és a Crusader Kings köthető a nevéhez. A cég egyúttal játékkiadóként is működik, saját és mások videójátékait kiadva, mint például a magyar NeocoreGames fejlesztőcsapatét. Ezeket mind kereskedelmi csatornákon, mind digitális terjesztéssel hozzák forgalomba. A cég vezető programozója Johan Andersson. Az Interactive eredetileg a Paradox Entertainment egyik részlege volt csupán, később azonban önálló céggé vált.
A Paradox indította el a Gamersgatet, amelyen keresztül legálisan lehet letölteni játékokat. 2010-ben bevételeik 40%-át tették ki az internetes eladások. A cég úgy értékelte, hogy a digitális terjesztésnek köszönhetően sok korábbi warezoló tért át a játékvásárlásra.